# Romgaz
ROMGAZ este cel mai mare producător și principal furnizor de gaze naturale din România.
Este o societate pe acțiuni al cărei acționar majoritar este Statul Român, care deține o participație de 70%. Compania este listată la Bursa de Valori București.
Compania are o experiență vastă în domeniul explorării și producerii de gaze naturale, istoria sa începând acum mai bine de 100 de ani în 1909, când a fost descoperit primul zăcământ de gaze naturale în Bazinul Transilvaniei la Sărmășel.
ROMGAZ face explorare geologică în scopul descoperirii de noi zăcăminte gazifere, produce gaz metan prin exploatarea zăcămintelor din portofoliul companiei, depozitează subteran gaze naturale, efectuează intervenții, reparații capitale și operații speciale la sonde și asigură servicii profesioniste de transport tehnologic. 
În 2013 ROMGAZ și-a extins domeniul de activitate prin asimilarea centralei termoelectrice de la Iernut, devenind astfel producător și furnizor de energie electrică. La data de 1 august 2022 ROMGAZ a devenit acționarul unic al ROMGAZ BLACK SEA LIMITED (înființată ExxonMobil Exploration and Production Romania Limited), ca urmare a finalizării tranzacției de achiziție și transferul tuturor acțiunilor emise de (reprezentând 100% din capitalul social al) ExxonMobil Exploration and Production Romania Limited care deține 50% din drepturile dobândite și din obligațiile asumate prin Acordul Petrolier pentru zona de apă adâncă a perimetrului offshore XIX Neptun din Marea Neagră.
Compania se dezvoltă prin implementarea de tehnologii de ultima oră în domeniul explorării geologice, producției și a înmagazinării subterane a gazelor, finanțate din surse proprii sau externe. Poziția economică și financiară a companiei este caracterizată prin stabilitatea profitului și lichiditate. Astfel, ROMGAZ se numără printre companiile deținute de stat care au îndeplinit toate condițiile de creștere economică devenind una dintre cele mai mari companii din România.

## Istoric
În anul 1909 a fost descoperit primul zăcământ de gaze naturale din România la Sărmășel, județul Mureș. Prima producție de gaze naturale pe teritoriul de astăzi al României a fost realizată în 1913.
În anul 1915, este înființată Societatea Maghiară de Gaz Metan, care avea ca obiectiv explorarea și exploatarea gazului metan din unele regiuni din Transilvania.
După unirea Transilvaniei cu România, în anul 1919, se înființează Direcția gazului natural cu sediul la Cluj, subordonată Ministerului Industriei și Comerțului din București, transformată apoi în 1925 în Societatea Națională de Gaz Metan „SONAMETAN”.
Primul depozit de înmagazinare subterană a fost operat în anul 1961, iar în anul 1976 s-a înregistrat producția maximă de gaze: 29,8 miliarde metri cubi. În anul 1991, societatea este redenumită în Regia Autonomă „Romgaz” RA, iar în 1998 devine Societatea Națională de Gaze Naturale „Romgaz” SA. În anul 2000, societatea este divizată în cinci companii independente: SC Exprogaz SA, SN Depogaz SA, SN Transgaz SA, Distrigaz Sud (actualul GDF SUEZ Energy Romania) și SC Distrigaz Nord (actualul E.ON Gaz România).
În anul 2001, SC Exprogaz SA și SN Depogaz SA au fuzionat, iar nou înființata societate devine SNGN Romgaz SA. Compania este acum recunoscută pentru activitatea de explorare, exploatare și înmagazinare gaze naturale în România.

## Activitate
Producția și înmagazinarea gazelor naturale este realizată, prin exploatarea a peste 3.600 sonde, 20 stații de comprimare și 6 depozite de înmagazinare subterană, cu o capacitate actuală de 2,55 miliarde metri cubi/ciclu.
Principalele activități desfășurate de Romgaz sunt:
- Cercetare și explorare geologică a potențialelor zăcăminte de gaze naturale;
- Extracția gazelor naturale;
- Înmagazinarea subterană a gazelor naturale;
- Furnizarea de gaze naturale;
- Operații speciale și servicii la sonde;
- Cercetare și inginerie tehnologică a rezervoarelor geologice;
- Servicii de mentenanță și transporturi.

În prezent compania desfășoară activități în 9 perimetre concesionate pe tot teritoriul României:
- RG01 Transilvania Nord
- RG02 Transilvania Centru
- RG03 Transilvania Sud
- RG04 Moldova Nord
- RG05 Moldova Sud
- RG06 Muntenia Nord Est
- RG07 Muntenia Centru
- RG08 Oltenia
- EVIII-8 Est Depresiunea Panonică

În consorțiu cu companiile Aurelian Oil and Gas SRL și Raffles Energy SRL  Romgaz este co-titular al Acordurilor petroliere în alte trei Perimetre de Explorare - Dezvoltare - Exploatare în zona Moldovei, 
- Brodina Explorare: Raffles Energy SRL, Aurelian Oil and Gas SRL, Romgaz (50%)
- Bacău – Raffles Energy SRL, Europa Oil and Gas, Romgaz (40%).

Alături de companiile Lukoil Overseas Plc, Pan Atlantic Petroleum, Romgaz este prezent în două perimetre offshore în Marea Neagră:
- EX-29 Est Rapsodia
- EX-30 Trident

### Producție
În anul 2006, Romgaz a produs 35,88% (6,1 miliarde metri cubi) din consumul intern al României, în condițiile în care Petrom și alți mici producători independenți au asigurat 34,12% (5,8 miliarde metri cubi). Diferența de 30% a fost acoperită prin gaze naturale din import, în cantitate de 5,1 miliarde metri cubi. În anul 2008, producția Romgaz a fost de 5,85 miliarde metri cubi. În anul 2009, Romgaz a vândut 6,2 miliarde metri cubi de gaze naturale, iar în 2010 a vândut 6,5 miliarde metri cubi de gaze.

### Depozitare
În anul 2009, Romgaz avea o capacitate de înmagazinare disponibilă de 2,76 miliarde metri cubi de gaze. România folosește în sezonul rece gazele înmagazinate în timpul verii, în depozitele Romgaz.
Romgaz operează șase depozite proprii subterane de gaze naturale care se află la: Sărmășel, Cetatea de Baltă (în bazinul Transilvaniei), Bilciurești, Bălăceanca, Urziceni și Ghercești (în zona extracarpatică).
Compania mai deține depozite în asociere la Târgu Mureș (cu firma Depomureș) și la Nadeș (cu firma Amgaz).
Cel mai mare depozit de înmagazinare din România este cel de la Bilciurești (aflat la 40 km nord-nord-vest de București), din punctul de vedere al capacității de înmagazinare - 1,3 miliarde mc/ciclu - și este localizat la o adâncime de 2.000 metri.
Ciclul de înmagazinare al gazelor în depozit este de șase luni pe an, din luna aprilie până în octombrie, iar ciclul de extracție de gaze din depozit - din octombrie până în aprilie anul următor.

## Cooperare și parteneriate
La nivel național Romgaz deține calitatea de co-titular de drepturi și obligații petroliere în 14 perimetre petroliere în baza Acordurilor de Operare în Comun încheiate cu partenerii din respectivele blocuri, după cum urmează:
- Wintershall Holding[8] - Acord de operare în comun privind dezvoltarea-exploatarea perimetrului RG 03 Transilvania Sud;
- Aurelian Oil&Gas[9] și Europa Oil&Gas[10] - Acord de operare în comun privind explorarea, dezvoltarea și exploatarea perimetrelor Brodina și Cuejdiu;
- Amromco Energy SRL[11] - Contract de Asociere în Participațiune privind reabilitarea a 11 structuri gazeifere din Platforma Moesică și Depresiunea Getică;
- Schlumberger Logelco INC[12] - Contractul de Asociere în Participațiune pentru reabilitarea structurii gazeifere Laslău-Mare.

### Proiectul Getica CCS
Proiect Getica CCS – captare, transport, stocare dioxid de carbon
Romgaz este unul dintre beneficiarii acestui proiect demonstrativ ca operator al facilităților de stocare geologică a CO2, alături de Complexul Energetic Turceni și Transgaz SA Mediaș și membru în Comitetul de coordonare, însărcinat cu elaborarea și promovarea proiectului.

## Responsabilitate socială
Responsabilitatea socială și respectul față de mediul înconjurător sunt recunoscute de către Romgaz ca principii etice ale acțiunii sale corporatiste, făcând parte din valorile sale asumate, ce se regăsesc în cultura și managementul organizațional. Acestea sunt exprimate prin îmbunătățirea calității și performanței de mediu, acte filantropice și sponsorizări substanțiale a unor domenii precum învățământ, cultură și sport.
Din 2011 Romgaz susține singurul concurs internațional de șah desfășurat pe teritoriul României. Concursul se numește „Turneul Regilor” și este la cea de-a șaptea ediție. De trei ani este inclus în seria de turnee de șah Grand Slam Chess Association, alături de doar alte trei turnee.

## Rezultate financiare
Număr de angajați:
- 2016: 6.102

- 2015: 6.191

- 2006: 5.500

Cifra de afaceri:
- 2016: 758,2 milioane euro

- 2015: 900,6 milioane euro
- 2012: 962,4 milioane euro[14]
- 2011: 993,6 milioane euro[15]
- 2010: 800 milioane euro[6]
- 2009: 754 milioane euro[16]
- 2008: 891 milioane euro[16]
- 2007: 980 milioane euro[16]
- 2005: 662 milioane euro[17]
- 2004: 518 milioane euro[17]

Profitul net:
- 2016: 227,7 milioane euro

- 2015: 265,4 milioane euro
- 2012: 279,1 milioane euro[15]
- 2011: 243,4 milioane euro[15]
- 2010: 120 milioane euro[6]
- 2009: 528,5 milioane lei[18]
- 2008: 175 milioane euro[19]
- 2007: 75,4 milioane euro în primele 9 luni[20]
- 2006: 867 milioane euro[21]
- 2006: 131,7 milioane euro